# Sommerschafweide auf Hochhalde
Die Sommerschafweide auf Hochhalde ist ein vom Landratsamt Münsingen am 31. Mai 1955 durch Verordnung ausgewiesenes Landschaftsschutzgebiet auf dem Gebiet der Stadt Hayingen im Landkreis Reutlingen in Baden-Württemberg.

## Lage und Beschreibung
Das 8,7 Hektar große Landschaftsschutzgebiet liegt etwa 500 Meter nördlich des Hayinger Stadtteils Ehestetten östlich der Landesstraße 249 im Gewann Hochhalde. Es liegt an der Grenze der Naturräume Mittlere Flächenalb und Mittlere Kuppenalb und in der Pflegezone des Biosphärengebiets Schwäbische Alb.
Geologisch stehen hauptsächlich die Unteren Massenkalke des Oberjuras an.
Der nördliche Teil des Landschaftsschutzgebietes ist heute durch Nutzungsaufgabe überwiegend bewaldet. In der südliche Hälfte befindet sich eine für den Naturraum typische Wacholderheide auf einem südwestexponierten Hang, die bis heute durch Schafbeweidung gepflegt wird.